# Heathfield and Waldron
Heathfield and Waldron est un village d'Angleterre dans le district de Wealden (Sussex de l'Est).